# Clint Mathis
Clint Mathis (ur. 25 listopada 1976 w stanie Georgia) – amerykański piłkarz występujący na pozycji pomocnika lub napastnika.

## Kariera klubowa
Clint Mathis zawodową karierę rozpoczynał w Los Angeles Galaxy w wieku 22 lat. Dla „Galacticos” strzelił piętnaście goli w 64 spotkaniach, po czym przeszedł do zespołu Metro Stars. 26 sierpnia 2000 roku w pojedynku z FC Dallas Amerykanin dokonał nie lada wyczyny zdobywając aż pięć bramek. Łącznie w szesnastu meczach uzyskał czternaście goli i zajął drugie miejsce w klasyfikacji najlepszych strzelców. Został także wybrany do najlepszej jedenastki sezonu w MLS. W kolejnym sezonie Clint także popisywał się skutecznością, jednak przez problemy z wiązadłami krzyżowymi na dłuższy czas musiał przerwać trening.
W 2004 roku Amerykaninem interesował się Bayern Monachium, jednak zawodnik Metro Stars ostatecznie podpisał kontrakt z ekipą Hannover 96. W występującym w Bundeslidze „Die Roten” Clint pełnił rolę rezerwowego i razem w siedemnastu pojedynkach pięć razy wpisał się na listę strzelców. Następnie powrócił do Stanów Zjednoczonych i został piłkarzem Real Salt Lake. Tam jednak także nie mógł odzyskać dawnej formy i w 2006 roku trafił do Colorado Rapids, gdzie także spisywał się poniżej oczekiwań.
29 marca 2007 roku Amerykanin po raz drugi w karierze trafił do Metro Stars, gdzie swojego czasu prezentował się wyśmienicie. Pierwszy mecz na własnym boisku z FC Dallas skończył się zwycięstwem klubu Mathisa 3:0, a sam Amerykanin zaliczył bramkę i asystę. W „Red Bulls” Mathis łącznie strzelił 39 goli, co do tej pory jest drugim najlepszym wynikiem jeśli chodzi o ten zespół. Więcej bramek na koncie ma tylko Giovanni Savarese. 19 listopada przeniósł się do Los Angeles Galaxy, gdzie nie rozegrał jednak żadnego oficjalnego meczu. Po powrocie do swojego pierwszego klubu w karierze Clint wystąpił w spotkaniu towarzyskim z Sydney FC na Telstra Stadium przy 80 tysiącach widzów na trybunach.
W okienku transferowym w styczniu 2008 roku piłkarz związał się umową z greckim klubem PAE Ergotelis. W jego barwach zadebiutował w pojedynku z Apollonem Kalamaria, który podobnie jak Ergotelis walczył o utrzymanie w greckiej ekstraklasie. Mathis pojawił się na placu gry w 72 minucie, a w doliczonym czasie gry mocnym strzałem z woleja wpisał się na listę strzelców. W sierpniu amerykański zawodnik powrócił do Real Salt Lake.

## Kariera reprezentacyjna
W reprezentacji Stanów Zjednoczonych Mathis zadebiutował 6 listopada 1998 roku w meczu przeciwko Australii. W 2002 roku dostał powołanie od Bruce'a Areny na mistrzostwa świata. Na imprezie tej Stany Zjednoczone niespodziewanie dotarły aż do ćwierćfinału. Mathis na mundialu wystąpił w trzech meczach i strzelił jednego gola (przeciwko Korei Południowej). Oprócz tego pojedynku Clint zagrał także w spotkaniu z Polską oraz w 1/4 finału z Niemcami. Reprezentacyjną karierę Mathis zakończył w 2005 roku z dorobkiem 46 występów.